# Lake Primrose (Indiana)
Der Lake Primrose ist ein kleiner Stausee im Morgan County im US-Bundesstaat Indiana. Er liegt südlich des größeren Lake Maxine. Die nächstgelegene Ortschaft ist Plano.